# DJ! DJ! 〜とどかぬ想い〜
「DJ! DJ! 〜とどかぬ想い〜」（ディージェー ディージェー とどかぬおもい）は、日本のバンド・ノーナ・リーヴスによる7枚目のシングル。2000年9月13日にWARNER MUSIC JAPANより発売された。

## 概要
前作「LOVE TOGETHER」から約6ヶ月ぶりのシングル。前作同様、筒美京平によるプロデュースが行われている。
自身初のオリコンチャート入りを果たした作品であり、以降「I LOVE YOUR SOUL」までオリコンチャート入りをしている。

## 収録内容
| #         | タイトル                                                           | 作詞             | 作曲                       | 時間  |
| --------- | ------------------------------------------------------------------ | ---------------- | -------------------------- | ----- |
| 1.        | 「DJ! DJ! 〜とどかぬ想い〜」(feat. YOU THE ROCK★)                  | 西寺郷太・竹前裕 | 西寺郷太・奥田健介・小松茂 | 4:15  |
| 2.        | 「LOVE TOGETHER」(COMPUTER 2000MIX-L ＜Planet Of The YOU・HE・S＞) | 西寺郷太         | 西寺郷太                   | 6:16  |
| 3.        | 「STOP ME」(Live @ Akasaka Blitz on Mar. 31, 2000)                 | 西寺郷太         | 西寺郷太                   | 4:22  |
| 4.        | 「DJ! DJ! 〜とどかぬ想い〜」(practice)                             |                  | 西寺郷太・奥田健介・小松茂 | 4:07  |
| 5.        | 「LOVE TOGETHER」(practice)                                        |                  | 西寺郷太                   | 4:49  |
| 合計時間: | 合計時間:                                                          | 合計時間:        | 合計時間:                  | 23:49 |

### 解説
1. DJ! DJ! 〜とどかぬ想い〜
  - 日本のヒップホップミュージシャン・YOU THE ROCK★とのコラボ曲。
  - 2000年10月3日にスペースシャワーTVで放送された『LIVE SHOWER PHANTOM』では「LOVE TOGETHER」と共に披露されたが、本楽曲の演奏前にYOU THE ROCK★が西寺のタイトルコールを遮るように「ダイナモ感覚! ダイナモ感覚! YO! YO! YO! YEAH!」と発言し、後にYOU THE ROCK★が大麻取締法違反で二度逮捕されたことからネット上では「ダイナモ感覚は、大麻によって味わえる感覚のことではないか」と話題になった[1]。
2. LOVE TOGETHER・COMPUTER 2000MIX-L ＜Planet Of The YOU・HE・S＞
  - 6thシングルのリミックス・バージョン。
  - 同曲のリミックスは「LOVE TOGETHER (dol-lop dub)」以来2度目である。
3. STOP ME Live @ Akasaka Blitz on Mar. 31, 2000
  - 5thシングルのライブバージョン。2000年3月31日の赤坂BLITZ公演での音源。
  - 後に「FRIDAY NIGHT」の2013年盤ボーナストラックとして収録された。